# Jürgen Sonntag
Jürgen Sonntag (* 19. Februar 1940 in Berlin) ist ein ehemaliger Fluchthelfer an der innerdeutschen Grenze.

## Werdegang
Sonntag wurde in Berlin geboren und wuchs in Essen auf. 1960 kehrte er für sein Studium nach Berlin zurück und wurde Mitglied der Berliner Burschenschaft Arminia. Im Verbindungsheim seiner Burschenschaft fand er Anschluss an eine studentische Fluchthelfergruppe um Wolfgang Fuchs. Von April bis Oktober 1964 grub die Gruppe aus einer angemieteten Bäckerei im Haus Bernauer Straße 97 einen Fluchttunnel nach Ost-Berlin, später Tunnel 57 benannt. Zwischen dem 2. Oktober und dem 4. Oktober 1964 gelangten 57 Personen durch den Stollen nach West-Berlin.
Später arbeitete er in Paderborn als Leiter eines privaten Schul- und Fachhochschulträgers.

## Ehrungen
- 2012: Verdienstkreuz am Bande der Bundesrepublik Deutschland